# Michele Tenore

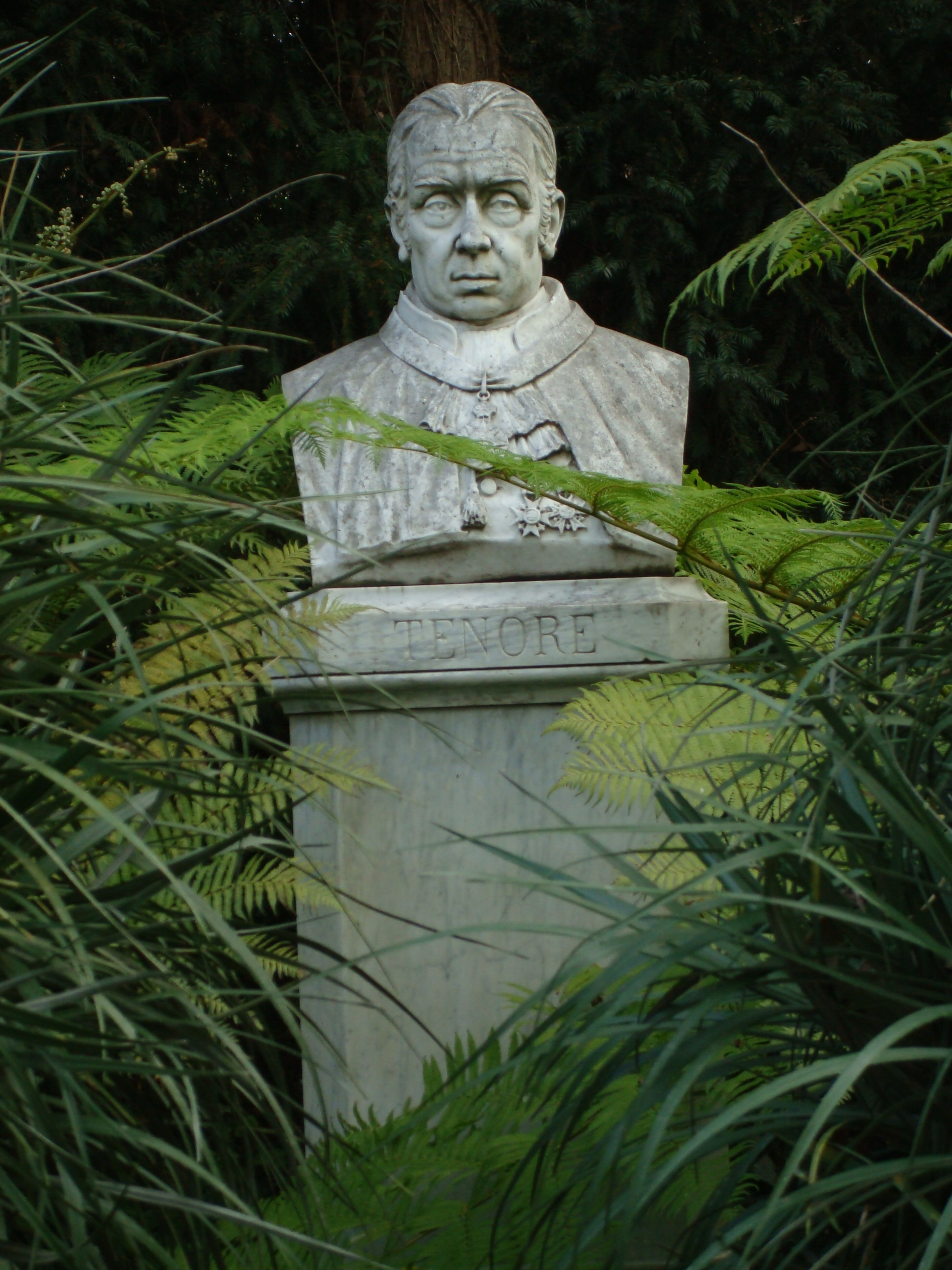
Büste von Michele Tenore

Michele Tenore (* 11. Mai 1780 in Neapel; † 19. Juli 1861 ebenda) war ein neapolitanisch-italienischer Botaniker. Sein offizielles botanisches Autorenkürzel lautet „Ten.“

## Leben und Wirken
Tenores Familie stammte aus den Abruzzen. Sein Medizinstudium in Neapel schloss Tenore mit 20 Jahren ab. Sein starkes Interesse für Botanik wurde indessen durch seine Bekanntschaft mit Domenico Cirillo und Vincenzo Petagna verstärkt, so dass er nur eine kurze Zeit als Arzt praktizierte. Er unternahm mehrere botanische Exkursionen in die Abruzzen, nach Capri und Ischia. Sein Ruhm verbreitete sich rasch, so dass der Prinz von Bisignano, der Herzog von Gravina und der Cavaliere Poli ihm nacheinander die Oberaufsicht über ihre Gärten anvertrauten. 1805 reiste er als Leibarzt und Privatsekretär des Prinzen von Cardito durch Italien und besuchte zahlreiche botanisch interessante Orte. 1807 übertrug Giuseppe Bonaparte ihm die Oberaufsicht über die königlichen Gärten im Königreich Neapel. Unter König Vittorio Emanuele II wurde Tenore zum Senator Italiens ernannt. 1812 wurde er als korrespondierendes Mitglied in die Preußische Akademie der Wissenschaften aufgenommen.
Unter seiner Mitwirkung entstand der 1810 eröffnete Botanische Garten in Neapel. Ab 1811 hatte er einen Lehrstuhl für Botanik an der Universität Neapel. Im Jahr 1835 wurde er zum Mitglied der Leopoldina gewählt. Der 1995 gegründete Botanische Garten Michele Tenore in Lama dei Peligni, dessen Symbol Centaurea tenoreana ist, erinnert an ihn.
Sein Sohn  Vincenzo Tenore (1825–1886) war auch Botaniker.

## Ehrungen
Nach Tenore ist die Pflanzengattung Tenorea Raf. aus der Familie der Rautengewächse (Rutaceae) benannt. Auch Tenores Hornkraut, eine Unterart des Bärtigen Hornkrauts (Cerastium brachypetalum subsp. teneoreanum) aus der Familie der Nelkengewächse (Caryophyllaceae) ist nach ihm benannt.

## Schriften (Auswahl)
- Catalogus plantarum horti regii neapolitani …. 1812, 2. Auflage 1819.
- Flora napolitana. 1811–1838 (online).
- Ad Florae neopolitanae prodromum appendix quinta. Neapel 1826 (Digitalisat).
- Sylloge plantarum vascularium florae neapolitanae … 1831[6]
- Flora medica universale … 1822–1823[6]